# Paratropus girardi
Paratropus girardi är en skalbaggsart som beskrevs av Kanaar 1992. Paratropus girardi ingår i släktet Paratropus och familjen stumpbaggar. Inga underarter finns listade i Catalogue of Life.